# Gridiron Gang
Gridiron Gang (en Hispanoamérica: Un Juego Contra El Destino o Un Juego vs El Destino; en España: La Vida en Juego) es una película estrenada en el año 2006 en cuyo reparto figuraban Dwayne The Rock Johnson, Xzibit, Kevin Dunn y L. Scott Cadwell. Se filmó en California en Camp Kilpatrick, un centro de detención juvenil del condado de Los Ángeles. Está basada en la historia verídica de los Kilpatrick Mustangs, un equipo de fútbol americano formado por los internos de dicho establecimiento en 1990.
Camp Kilpatrick es, como ya se ha mencionado, un centro de detención de delincuentes juveniles con múltiples problemáticas sociales, que derivan en que estos cometan crímenes siendo los más comunes el asesinato y la violencia pandillera. La cinta muestra cómo se les hace ver a los internos que todas las personas tuvieron y tienen problemas en sus vidas, y cómo estos aprendieron a dejar su ira y frustración en el campo de juego utilizando la autodisciplina y a comenzar a creer en que la violencia no es la respuesta.

## Argumento
La película comienza mostrando una noche dentro de Camp Kilpatrick, con los internos durmiendo y con el supervisor Malcolm Moore (Xzibit) ocupado en sus asuntos, cuando uno de ellos, llamado Roger, envuelve su puño en un cubre almohada y sin motivo aparente, comienza a golpear al que duerme al lado suyo. Roger es inmediatamente llevado a la pieza de castigo denominada La caja, donde encierran a los internos con problemas de comportamiento.
Después llega a La caja un trabajador del establecimiento correctivo llamado Sean Porter (Dwayne "the Rock" Johnson), camina hacia donde está Roger y, tras pegarle con una revista enrollada, le pregunta el motivo de su desacato, a lo que éste responde que su víctima estaba faltándole el respeto a su pandilla, los 88. Sean entonces le cuenta que le pegó pues fue lo que hizo él antes, y tras una reprimenda, Roger prometió que se comportaría bien, ya que estaba a unos días de ser liberado.
Una vez en libertad, camina por una calle con su primo, de nombre Willie Weathers (Jade Yorker). Willie caminaba junto con su novia, Danyelle (Jurnee Smollett-Bell) a su lado cuando dos miembros de su pandilla, en bicicletas, llegaron y les informaron que la pandilla rival, los 95, robaron una bicicleta del hermano pequeño de un pandillero. Ambos no querían correr el riesgo de meterse nuevamente en líos, pero uno de ellos finalmente los convenció ya que no tenían ninguna excusa que los librase de participar. En eso, Danyelle se vuelve visiblemente furiosa y se aleja de la escena. 
Cuando estos se disponían a invadir el territorio de los 95, aparece por la calle un auto cuyos ocupantes, los miembros de la pandilla rival, comienzan a dispararles. Uno de los pandilleros que estaba en bicicleta cae herido y ambos tratan de ayudarlo, mientras el otro se escapa con su birrodado de la funesta escena. Entonces el auto se enfila hacia ellos con la intención de atropellarlos, y deciden salir corriendo de allí mientras el auto los persigue muy de cerca. Ambos llegan a una cerca de alambre y Willie logra pasar hacia el otro lado, pero su primo no corrió la misma suerte y fue brutalmente atropellado contra la cerca, cuando se disponía a treparla, falleciendo instantáneamente.
Willie rompe a llorar mientras la Policía y la madre de su primo (Marcia Jeffries) llegan a la escena del crimen, en lo que deriva en el llanto desconsolado de ambos. En el medio de la confusión, se aproximan unos 88 y le proponen a Willie vengarse de los 95. Uno de ellos le cede un arma y le informa donde puede encontrar al hermano del pandillero detrás del asesinato, y esa misma noche se dirige a un autoservicio donde se encontraba la víctima y su familia. Le apunta, sin embargo careció del valor para dispararle y tras romper una ventana de un balazo sale corriendo del lugar hacia su casa.
Cuando llega, se encuentra con su hermano pequeño mirando televisión y descubre que su madre tiene un ojo negro y heridas en el rostro. Aquí la película nos muestra la fragilidad social y afectiva de las familias de los pandilleros, en lo que parece ser un común denominador. Tras Willie averiguar que esas heridas fueron producto del maltrato de su padrastro, le ruega a su madre que por favor lo abandone ya que éste se desinteresa por su familia y según él, solo lo demuestra cuando sólo vuelve con ella debido a la falta de dinero que padece.
El victimario se entera y comienza a increparlos a ambos. La madre de Willie cae al piso por un empujón suyo, y allí Willie reacciona contra él pero cae también. Una vez en el suelo, saca su arma y, tras dudarlo un poco, le tira tres balazos en el abdomen y cae muerto. Su madre rompe a llorar mientras su hermanito queda perplejo ante la situación, y llega la policía para arrestarlo.
A partir de allí la película vuelve a dar un giro espacial de 180 grados, mostrando nuevamente a la correccional, donde Malcolm le informa a Sean sobre el fallecimiento de Roger. Sean se enfurece, pues sabe que todos sus esfuerzos para que recapacite y se vuelva un individuo útil a la sociedad fueron en vano. Allí descubre que hay un vacío en sus vidas, ya que, según sus propias palabras –en un diálogo con Malcolm– "Los engordamos y los mandamos de vuelta al matadero"; y considera que el fútbol americano lo puede llenar, ya que contiene las dosis necesarias de camaradería, trabajo en equipo y desahogo de las que carecen los internos de Kilpatrick.
En ese plan, vuelve al dormitorio de los internos y trata de contagiarles su idea, que requiere comenzar a practicar al otro día. Estos aceptan y al día siguiente Sean les explica sus reglas dentro del campo de juego, que son obedecer todo lo que él diga y hacer lo que sea para obtener una anotación, incluso si para lograrla necesitan la ayuda de un pandillero rival. En ese marco Willie descubre, justamente, a un pandillero rival, Kelvin (David Thomas) con quien nunca llegaría a pelear, pero las tomas muestran que lo que existía entre ellos no era precisamente camaradería.
Mientras, Malcolm y Sean recorren la ciudad buscando escuelas secundarias que deseen jugar contra ellos, pero la tarea resulta difícil dada la condición de asesinos y pandilleros de su plantel. Sin embargo, al llegar al Barrington High, logran que los Mustangs sean incluidos en su liga. Como segundo objetivo fue a conseguir fondos para invertirlos en equipamiento y transporte para el equipo. 
El primer equipo al que enfrentan los Mustangs es precisamente Barrington, a la postre el mejor equipo de la liga. El juego comienza con los Mustangs en un elevado estado anímico y logran recuperar un balón en el primer oportunidad, pero la situación se da vuelta rápidamente y terminan siendo demolidos por los de Barrington, quienes les ganan con un aplastante marcador de 38 a 0. Durante el juego, Sean les gritaba a sus entrenados, haciendo que se sintiesen inútiles y al finalizar el mismo, declara que no sólo perdieron el juego, sino también su confianza y que no los cambiaria por los de Barrington.
Al día siguiente Sean va a visitar a su madre en el hospital, quien padece una grave enfermedad terminal y tras contarle lo acontecido, su madre le responde que trató a sus jugadores exactamente como su padre solía hacerlo con él, lo que claramente muestra una sensación reprimida durante tantos años, que ese día la expulsó de la peor forma. Después del consejo de su madre, Sean cambia su punto de vista y comienza a apologizar a su equipo.
Lento pero constantemente, Sean vuelve a recuperar la confianza en el equipo y día a día los internos comienzan a mejorar su relacionamiento, pero con todo este avance, los Mustangs nuevamente pierden en su segundo encuentro con un marcador de 21 a 14, pero por otro lado Willie y Kelvin, quienes a primera vista aparentan sostener una relación de desinterés mutuo, en realidad se odian a muerte de forma literal por ser de pandillas rivales. 
Al día siguiente mientras el equipo entrena para su siguiente encuentro, Sean se aparece con el uniforme del equipo para desafiar a Willie, ya que este tiene un problema de no aceptar el fracaso y que en los partidos tiende a ser interceptado por los jugadores rivales y perder la compostura, para ello Sean le pide que lo derribe y cruce la línea donde se encuentra y que si lo logra se ganara su respeto, pero si se rehúsa todos los demás pensaran que es un cobarde, ante esto Willie acepta el reto. Pero en los primeros intentos Willie no consigue derribarlo y empieza a frustrarse, pero justo cuando Willie parece darse por vencido y rendirse, este saca toda su fuerza de voluntad y consigue derribar a Sean, logrando de esta forma recuperar su confianza en sí mismo. En ese contexto, los Mustangs comienzan a ganar partidos y aprenden a trabajar y a jugar los partidos en equipo. Finalmente, Kelvin y Willie no soportan más y comienzan una pelea que no pasó a mayores gracias a la intervención de Sean, entonces de manera forzada estrechan sus manos y a partir de allí ganan un partido por un touchdown, después de que Kelvin realizara un gran bloqueo para que Willie anotara, luego del partido ambos dejan sus diferencias a un lado y se convierten en compañeros de equipo.
Cabe destacar que Sean descubre in situ el verdadero éxito de su programa, cuando, al revisar la correspondencia de los internos para sus familiares, descubre que ellos mismos se notan diferentes, que están cambiando para bien y lo saben. Un episodio puntual sobre la base de esto: Sean descubre también que Danyelle, la novia de Willie, no le responde su correspondencia. Entonces va personalmente a la dirección escrita en la carta y descubre que el padre de ésta se las oculta por miedo a que el pandillero fuera una mala influencia para su hija, a quien Sean finalmente lo convence de que ha cambiado y que como para muestra hace falta un botón, la carta de éste hacia su hija era prueba suficiente.
Hacia el final de la temporada, los Mustangs clasifican para los cuartos de final o playoffs. A lo largo de la misma, recibieron más publicidad gracias a ser la sensación de la liga y en cada partido más público asiste a apoyarlos. Pero todo daría un radical vuelco a partir de la presencia de Free, un pandillero amigo de Willie, en el partido. Éste descubre, desde las gradas, la presencia de Kelvin, a quien reconoció como miembro de los 95 debido a sus tatuajes, que lo identificaban. Él y su amigo, otro pandillero de los 88, cruzaron la cerca que separa al campo de las gradas –después de finalizado el juego, que ganaron los Mustangs– escondiéndose entre los familiares de los internos que iban a felicitarlos por su triunfo. Entonces empuja a Kelvin, cuando éste le respondió la agresión, Free le dispara en el hombro con su arma, pero se preparaba para dispararle en la cabeza y matarlo. 
En ese contexto de confusión y pánico generalizado, llega Willie y defiende a Kelvin golpeando a Free y éste, atontado, igual logró escapar con su compinche mientras la policía llegaba al campo de juego y matan a Free. Horas más tarde en el hospital, Kelvin finalmente sobrevive al ataque, pero a raíz del disparo en el hombro no podrá jugar los playoffs. Durante una reunión entre Sean y los jefes de la policía estos anuncian que a raíz del incidente no provocado están a punto de cancelar el programa, sin embargo uno de estos cambia la decisión y le aseguraran de que no se repetirá este evento y optan por aumentar la seguridad en los partidos, para evitar que ocurra otro incidente relacionado. Finalmente el partido por un pase a la final, era nuevamente contra Barrington, pero con una gran diferencia de los Mustangs que para este momento eran otro equipo y completamente distinto al del comienzo de la liga, con un plantel extremadamente unido y fortalecido. Sin embargo, aún se sentían un poco intimidados por ellos tras el desastroso partido que derivó en el 38 a 0 de la primera vez. 
Al finalizar la primera parte, con un resultado totalmente en contra, los Mustangs llegan al vestuario, pero Sean y Malcolm, en vez de animarlos como solían hacerlo, se encierran en un cuarto cercano al vestuario y esperan que su plantel sortearan por sí mismos la adversidad. En ese momento los internos comienzan a hacerse una autocrítica sobre el partido y sienten que están donde comenzaron la primera vez, pero en eso Willie le menciona a todo el equipo que son mejores que los de Barrington y que una vez Sean les prometió que sin importar lo que pasara ellos serían ganadores, también menciona que ahora con todo lo que pasaron a lo largo del programa han cambiado su forma de pensar y que ya no son más perdedores y que lo único que deben hacer es salir a demostrarlo una vez más. Ahora con la moral más elevada, estos se animan a volver al campo y lograr hacer lo imposible juntos, regresando incluso anímicamente mejor que antes de jugar el partido. Entonces milagrosamente logran ganar el encuentro contra Barrington.
A partir de allí Sean oficia de narrador y cuenta que jugaron por el campeonato la semana entrante y perdieron 18 a 14, pero jugaron un gran partido y que había logrado su objetivo: infundirles esperanza y ganas a los internos de hacer de su vida algo productivo y beneficioso para todos que la violencia de las pandillas. Cuenta además que de todos los miembros del equipo tiempo después fueron liberados, 24 retomaron sus estudios después de varios años luego de abandonar la educación formal, 3 consiguieron trabajos de tiempo completo y sólo 5 volvieron a la cárcel, guarismo que considera muy inferior al 78% de reincidencia anterior a su programa.
Luego de salir de prisión, Junior Palaita consiguió empleo de tiempo completo en una mueblería y ahora vive con su familia, por su parte, Kelvin Owens se recuperó de la herida de bala y ahora está jugando para la preparatoria Washington, por otro lado y de forma desafortunada Miguel Pérez y Donald Madlock volvieron a sus pandillas y ahora están de nuevo en prisiones de California, entre tanto Kenny Bates ahora está estudiando en Redondo Beach y vive con su madre, por su parte Lion Hayes ya no distribuye drogas y ahora está jugando para la preparatoria Durcy, por otro lado y de forma lamentable el joven Bug Wendall murió en un tiroteo en la ciudad de Compton y finalmente Willie Weathers consiguió una beca completa para jugar y estudiar en una escuela interna, una escuela que está muy lejos de la calle 88 y muy lejos de las pandillas.
Pero las cosas para Sean no cambiaron mucho, ya que un tiempo después empieza a entrenar a un nuevo equipo de internos, pero nuevamente se repite el mismo problema en efecto "Deja Vu" ya que su nuevo equipo no saben deletrear la palabra Mustangs (ya que su anterior equipo tuvo el mismo problema), pero alegremente continúan entrenando al nuevo equipo de los Mustangs y estos finalmente deletrean correctamente el nombre del equipo.

## Reparto
| Actor                | Personaje        |
| -------------------- | ---------------- |
| Dwayne Johnson       | Sean Porter      |
| Xzibit               | Malcolm Moore    |
| Leon Rippy           | Paul Higa        |
| Kevin Dunn           | Ted Dexter       |
| L. Scott Caldwell    | Bobbi Porter     |
| Jade Yorker          | Willie Weathers  |
| David V. Thomas      | Kelvin Owens     |
| Setu Taase           | Junior Palaita   |
| Brandon Smith        | Bug Wendall      |
| Jurnee Smollett-Bell | Danyelle Rollins |
| Michael J. Pagan     | Roger Weathers   |
| Jamal Mixon          | Jamal Evans      |
| Danny Martínez       | Miguel Pérez     |
| Omari Hardwick       | Free             |
| Mary Mara            | Sra. Bates       |
| Michael Jace         | Sr. Jones        |
| Anna Maria Horsford  | Sharon Weathers  |
| Dan Martin           | Terrell Rollins  |

## Recaudación
La película recaudó en los Estados Unidos 14,414.640 dólares, durante su fin de semana de estreno. Alrededor del mundo llegó a sumar 41,480.851 dólares.